# Uroš Mitrović
Uroš Mitrović (Beograd, 24. siječnja 1984.), srbijanski rukometaš. Od 2002. do 2007. bio je igrač Partizana, pa onda opet od 2012. Od 2007. do 2009. igrao je za Octavio iz Viga, a od 2009. do 2012. za Creteil. 2003. bio je prvak SCG s Partizanom.

## Vanjske poveznice
- Profil na stranicama EHF
- Profil na stranicama Partizana